# 大契約
大契約（だいけいやく、Great Contract）は、1610年にイングランド王国の大蔵卿初代ソールズベリー伯ロバート・セシルが提案した財政再建案。実現はしなかったが、近代租税国家思想の萌芽が見られる先駆的な構想であった。

## 経過
当時のイングランドの財政は「国王は自治すべし（The King must live of his own）」という中世以来の家産国家的思想に基づいて、経常収支（王室の生活費と通常の行政経費）に関しては国王の領地及びその国王大権とそれに付随する封建制度に基づく収入から、戦争などの臨時出費に関しては十分の一税などの税金や商人たちからの強制的借入及び上納金などで補われる原則があった。特にイングランドではマグナ・カルタ以来、臨時出費に対する税金徴収はイングランド議会の許可が必要であるということ、また国王・王室の経常的な収入に関しては国王自らの手で賄うべきであり議会は一切その責任を負うべきではない、と考えられてきた。
しかしテューダー朝に入ると、財政難によって国王大権に基づく徴収を強めた（これを財政封建制（fiscal feudalism）と呼ぶ）。後見裁判所の設置による後見権（封建領主家を未成年者が継いだ場合に封建的義務が果たせないことを理由に領地収入の一部を国王が徴収する）強化や徴発権の濫用などに貴族・騎士階層は悩まされることになった。さらに17世紀初頭、スコットランド王家のステュアート家からジェームズ1世を新国王に迎えると、政治基盤の弱い国王が恩賜などによる自派強化によって政権基盤の安定を図ったため、その影響は深刻さを増していた。これに高い関税に悩まされる商人たちの不満の声も加わって、彼らを代表する議会と国王ジェームズ1世の確執は深まるばかりであった。
そこでソールズベリー伯は1610年2月に、国王が後見権や徴発権といった封建制度由来の財政的権利を放棄して国王独自の財政収入を大幅に削減する代わりに、年間20万ポンドの収入を地租及び消費税から確保する権利を国王に与えるという提案を行った。これは国王にとっては確実な収入が確保できる一方で、議会が国王の財政収入を監督し、封建領主を重負担から解放する画期的な構想であった。議会もこの年の7月には一旦これに同意をすることを決定した。
ところが議会が夏期休暇に入ると、絶対王政的な強大な権力を指向するジェームズ1世は、国王の財政収入が議会に監督されることで国王の権力が実質上剥奪されることに警戒感を示し、ソールズベリー伯の政敵で学者としても名高かったフランシス・ベーコンも「国王に（議会を相手とした）商人の真似事をさせるのか」と批判した。一方、地元に帰った議員たちの間では逆に、国王の自由になる税収を議会が保証した場合、財政的に安定した地位を得た国王が議会に臨時の税金徴収を諮る必要性がなくなり、議会から自立できる政治的基盤形成に税収が利用されてイングランドの絶対王政化を進めるのではという疑惑と、封建体制に組み込まれていない地主や商人に対する新たな課税となることへの不満から反発し、結局11月に議会の決定は破棄されてソールズベリー伯は提案を断念した。2年後の1612年にソールズベリー伯が亡くなると、根本的な財政改革を試みる者はいなくなり、問題先送りのまま財政は悪化、従来の封建財政制が続けられ国民の不満が募っていった。
封建財政制の下で多くの貴族や騎士・地主・商人らが苦しんでおり、その打破こそが彼らの要求であり、その代替としては何らかの租税が必要であるという認識そのものは高まってきた。しかし、議会においてはそれを誰が負担するのか、また代替に議会は責任を負うべきか否かについては結論が出ることなく、次第にその議論自体が避けられるようになって、国王の財政運営に対する非難へと議論が移っていった。逆に財政難を克服できない国王側は、財政封建制の強化によってこれを乗り切ろうとした。「大契約」の不成立によって、国王と議会が互いの大権に掣肘を加えるような干渉は行わないとするイングランドの政治原理を互いに守ることには成功させたものの、社会の矛盾は深刻化して国王と議会の相互不信を深めた。結果的には、彼らが唯一一致していたはずであった、中世的な家産国家の擁護という基本方針の放棄に至らしめる。清教徒革命（イングランド内戦）の最中の1646年に長期議会によって後見権が、1657年にはイングランド共和国により徴発権が廃止されて、1660年に仮議会も決議、王政復古後に革命政権に替わった新国王チャールズ2世も消費税などによる代替財源の確保を条件にこれを容認した。
その後も税制と国家財政に対する責任を巡っての国王と議会の対立は続き、徴税制度の中央一元化を経て、名誉革命以後のイングランド（イギリス）の租税国家化へとつながることになる。